# Вроцлавский экономический университет
Университет Экономики и Бизнеса во Вроцлаве (пол. Uniwersytet Ekonomiczny we Wrocławiu) — один из пяти университетов народного хозяйства в Польше. Имеет два кампуса: во Вроцлаве и в Еленя-Гуре.

## История
Университет был основан в 1947 году как частная Высшая торговая школа во Вроцлаве, которую в 1950 национализировали и переименовали в Высшую экономическую школу во Вроцлаве. Затем с октября 1974 как Экономическая академия имени О. Ланге во Вроцлаве. Нынешнее название с 6 мая 2008.

## Факультеты

### во Вроцлаве
- Факультет экономических наук
- Факультет управления, информатики и финансов
- Инженерно-экономический факультет

### в Еленя-Гуре
- Факультет экономики, управления и туризма